# Megalognatha meruensis
Megalognatha meruensis es una especie de insecto coleóptero de la familia Chrysomelidae.
Fue descrita científicamente en 1909 por Julius Weise.